# Кленовка (Донецкая область)
Клёновка (укр. Кленівка) — посёлок в Амвросиевском районе Донецкой области Украины. Находится под контролем самопровозглашённой Донецкой Народной Республики.

## География

#### Соседние населённые пункты по странам света
С: Володарского
СЗ: Осыково
СВ: Свободное, Зеркальное
З: Осыково
В: Мережки, Войковский
ЮЗ: Шмидта, Прохоровское
ЮВ: Обрезное
Ю: Шевченко,Петренки, Строитель, Бурное

## Население
Население по переписи 2001 года составляло 704 человека.

### Известные жители
- Бобков, Кузьма Никодимович (1910—1980-е) — директор совхоза «Тимирязевский», Герой Социалистического Труда (22.3.1966).

## Общая информация
Почтовый индекс — 87324. Телефонный код — 6259. Код КОАТУУ — 1420684501.

## Местный совет
87324, Донецкая область, Амвросиевский район, пос. Клёновка, ул. Ленина, 8